# パウッルス・アエミリウス・レピドゥス
パウッルス・アエミリウス・レピドゥスまたはルキウス・アエミリウス・レピドゥス・パウッルス（ラテン語: Paullus Aemilius Lepidusまたはラテン語: Lucius Aemilius Lepidus Paullus、生没年不明）は紀元前1世紀中期・後期の共和政ローマ・帝政ローマの政治家・軍人。紀元前34年に補充執政官（コンスル・スフェクト）、紀元前22年に監察官を務めた。

## 出自
パウッルスは古いパトリキ（貴族）であるアエミリウス氏族の出身である。レピドゥス家も紀元前285年のマルクス・アエミリウス・レピドゥス 以来、多くの執政官を輩出してきた。
パウッルスの父は紀元前50年の執政官ルキウス・アエミリウス・レピドゥス・パウッルス、祖父は紀元前78年の執政官マルクス・アエミリウス・レピドゥスである。第二回三頭政治の一頭であるマルクス・アエミリウス・レピドゥスは叔父にあたる。
パウッルスのプラエノーメン（第一名、個人名）を父親のプラエノーメンであるルキウスとしている資料もある

## 経歴
現存する資料にパウッルスが最初に登場するのは、カエサル暗殺後の紀元前43年である。第二回三頭政治（叔父のレピドゥス、オクタウィウス、アントニウス）はローマに軍を進め、元老院派のプロスクリプティオ（粛清リスト）を作成するが、その中にパウッルスと父ルキウスも含まれていた。親子は東方属州に逃れることができ、マルクス・ユニウス・ブルトゥスとガイウス・カッシウス・ロンギヌスと合流した。パウッルスはクレタ島で元老院派を率いていたことがしられている。しかしフィリッピの戦いで三頭政治側が勝利すると、パウッルスはオクタウィアヌスに下った。
紀元前36年には、パウッルスはオクタウィアヌスの側近の一人であり、反乱したセクストゥス・ポンペイウスと戦っていた。あるときオクタウィアヌスの艦隊が奇襲を受け、一隻だけになって何とか陸上に逃れることができた。このときパウッルスも同行していたが、彼の奴隷の一人はオクタウィアヌスが主人の父を追放したことを恨んでおり、復讐の機会を得たと考えて、オクタウィアヌスを殺そうとした。しかしこのできごとはパウッルスに不利益はもたらさなかったようだ。紀元前34年7月1日には、ルキウス・センプロニウス・アトラティヌスの後を受けて補充執政官に就任した。同日にガイウス・メンミウスも補充執政官に就任している。この権限で、父が再建を開始したバシリカ・アエミリア奉献している。このバシリカは紀元前14年に焼失するが、アウグストゥスが修復した。
その後パウッルスはアウグル（鳥占官）の一員となり、またプロコンスル（前執政官）権限で属州総督を務めた。帝政移行後の紀元前22年には、ルキウス・ムナティウス・プランクスとともに検閲官となった。これは皇帝以外による最後のケンソルであり、実質的にはアウグストゥスが代行した。彼らの監察官時代は、何かをなしたという理由ではなく、これが実質最後の監察官であったということで有名である。ウェッレイウス・パテルクルスの『ローマ世界の歴史』では、これは双方の監察官にとって恥ずべきことであったと述べている。

プランクスとパウッルスの監察官業務は、まるで両者の不和を試すようなもので、彼らの名誉をあげるものではなく、またローマに何かの利益をもたらすものでもなかった。一人には力が無く、もう一人はその性格のため、監察官業務を円滑に行うことは難しかった。パウッルスは監察官としての能力がほとんど無く、他方プランクスはそれを恐れる理由が多々あり、また若い同僚と常に争っていた。
パテルクルス『ローマ世界の歴史』、II, 95.

結局ルストゥルム（監察官は5年ごとに任期1年半で選ばれるが、国勢調査が完了した印として実施される清めの儀式）は実施されなかった。これ以降のパウッルスに関する記録はない。

## 家族
パウッルスの最初の妻コルネリアは、オクタウィアヌスの2番目の妻スクリボニアの娘であった。即ち、コルネリアはオクタウィアヌスの唯一の実子であるユリアの異父姉にあたる。コルネリアはパウッルスとの間に3人の子供を生んだ。マルクス・アエミリウス・レピドゥス（西暦6年執政官）、ルキウス・アエミリウス・レピドゥス・パウッルス（西暦1年執政官、アグリッパの娘ユリアの夫）、娘（西暦13年の執政官ルキウス・ムナティウス・プランクスの妻）である。コルネリアは早くに死去し、パウッルスはアウグストゥスの姉の娘小マルケッラと結婚した。この結婚でパウッルス・アエミリアス・レギッルスが生まれている。

## 参考資料

### 古代の資料
- アッピアノス『ローマ史』
- ウェッレイウス・パテルクルス『ローマ世界の歴史』
- カッシウス・ディオ『ローマ史』
- プルタルコス『対比列伝』
- ガイウス・スエトニウス・トランクィッルス『皇帝伝』

### 研究書
- Tsirkin Yu. Lepidus Uprising // Antique World and Archeology. - 2009. - No. 13 . - S. 225-241 .
- Broughton R. Magistrates of the Roman Republic. - New York, 1952. - Vol. II. - P. 558.
- Klebs E. Aemilius 82 // Paulys Realencyclopädie der classischen Altertumswissenschaft . - Stuttg.  : JB Metzler, 1893. - Bd. I, 1. - Kol. 561-562.
- Syme, R. The Augustan aristocracy. Oxford, 1986.